# Michael John Whelan
Michael John Whelan (* 2. November 1931) ist ein britischer Physiker. Er ist bekannt durch seine grundlegenden Arbeiten zur Transmissionselektronenmikroskopie. Er ist Prof. em. der Oxford University.
Whelan studierte an der University of Cambridge. Im Jahre 1965 veröffentlichte er die Arbeit Electron Microscopy of Thin Crystals zusammen mit Peter B. Hirsch, A. Howie, Pashley und Nicholson. 
Er ist Fellow der Japanese Society of Microscopy (2003) und der Microscopy Society of America (2009).

## Auszeichnungen
- 1965 C.V. Boyes Prize, Institute of Physics
- 1976 Fellow of the Royal Society
- 1988 Hughes-Medaille zusammen mit Archibald Howie
- 1998 Distinguished Scientist Award, Microscope Society of America
- 2011 Gjønnes Medal in Electron Crystallography zusammen mit Archibald Howie